# Peugeot 201
Peugeot 201 — субкомпактный автомобиль, выпускавшийся Peugeot с 1929 по 1937 года.
201 собирался на фабрике в Сошо, Юра, а сейчас находится там же в музее Peugeot. Хотя Peugeot выпускает свои автомобили с 1890 года, именно 201 был первой массовой моделью компании.

## История
201 впервые был представлен в 1929 году на Парижском автосалоне, сразу же после начала биржевого краха 1929 года. Многие европейские производители не выжили после шоковой волны, исходящей с Нью-Йорка, но модель 201 спасла положение компании, позволив Пежо пережить экономический кризис, и даже закрепила положение компании на мировом рынке.
201 был первым автомобилем, имевшим номер модели, состоящий из трех цифр с нулём в центре. До 1934 года было произведено 133 053 экземпляра.
Всего было произведено 142 309 автомобилей.

## Модели

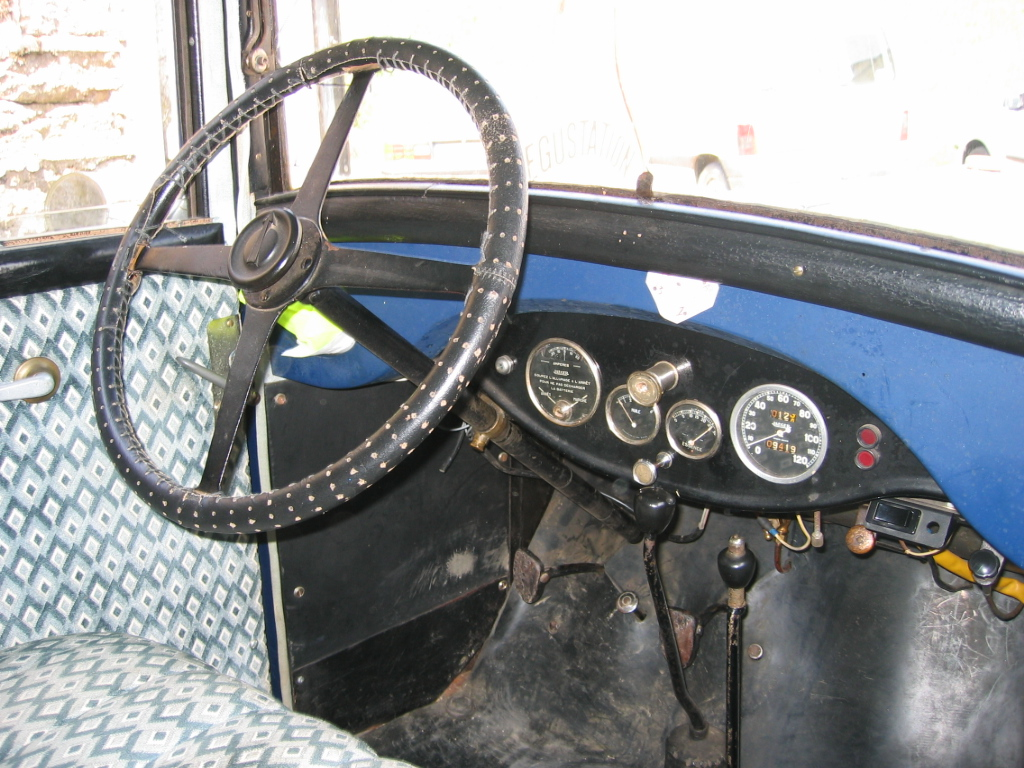
Интерьер

На протяжении 1930-х годов было представлено несколько вариаций автомобиля и двигателя.
Первоначально он оснащался 1,1-литровым l4, затем пришёл черёд 1307 см3, конечным двигателем стал 1,5-литровый агрегат.
Модель 201C появилась в 1931 году, это был первый автомобиль, имевший независимую переднюю подвеску, такую концепцию быстро приняли конкуренты. Тем не менее, простой неразрезной мост был всё ещё доступен, новая подвеска улучшала сцепление с дорогой и уменьшала вибрации на рулевой колонке. 201C была одной из первых моделей компании, получившей эмблему с головой льва в верхней части решётки радиатора.

## Эволюция

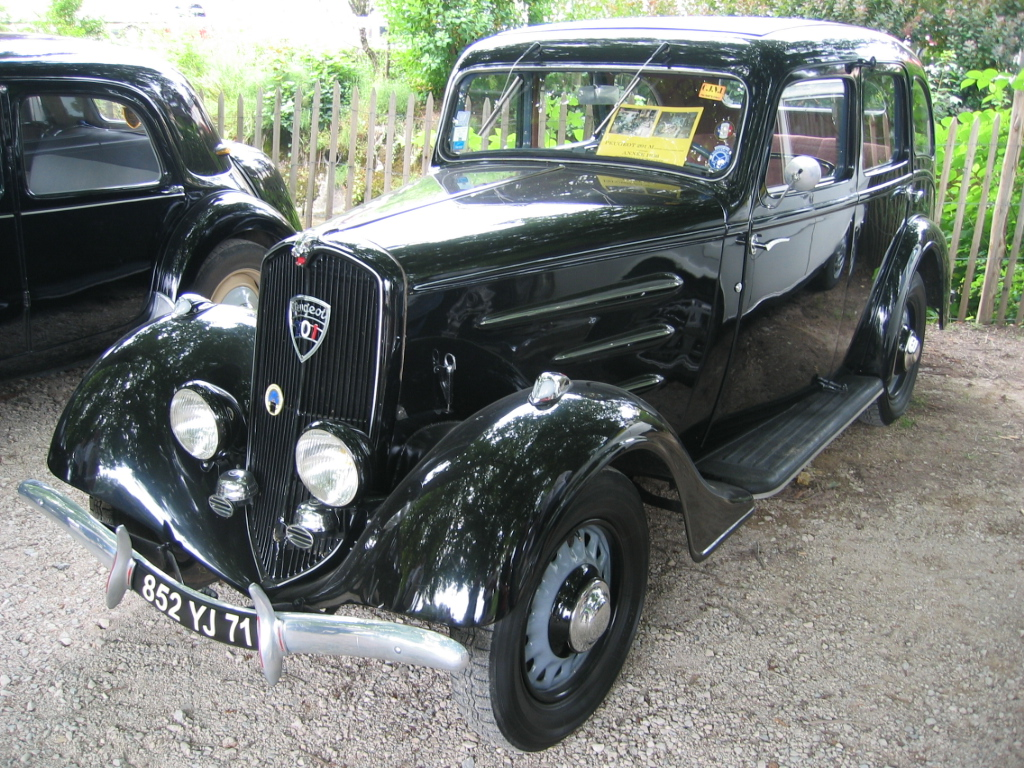
201 был типичным западно-европейским автомобилем 1930-х годов, имевшим кузов нового, более оптимального типа

- 1931 201 T: утилитарная модель. Задние диски 14 × 45
- 1931 201 C: более комфортная версия с расширенной колёсной базой и кузовом. За 1932 год было произведено 19 978 штук[5].
- 1931 201 X: модели с объемом двигателя 994 см3 (60 × 88), распределительный вал в головке разработан Bugatti, сделано двадцать экземпляров. Максимальная скорость доходила до 135 км/ч.
- 1931 201 E: более мощная и лёгкая версия. Колесо вместо крышки багажника.
- 1931 (сентябрь) по 1932 (декабрь) 201 BV: туринг седан (карета) 315ex (резиновые щитки вместо подножки)
- 1932 201 L: семейная 6-местная модель.
- 1932 201 S и CS: модель для состязаний. Двигатель SE3 1084 см3 (63×87), развивал 30 л.с. на 4000 об/мин.
- 1933 201 BC: короткое шасси, обычная передняя ось.
- 1933 201 BL: длинное шасси, независимая передняя подвеска.
- 1933 201 BR3 и BR4: наклонённая решётка радиатора, изменённый двигатель.
- 1934 201 D: двухдверная версия, 1307 см3 двигатель SER2, 28 л.с. при 4000 об/мин.
- 1934 201 DL: утилитарная версия, масса 400 кг.
- 1936 201 M: урезанная версия 301. Двигатель SER5 1465 см3, 35 л.с. при 4000 об/мин.